# Zouhair Bahaoui
Zouhair Med Bahaoui (en árabe: زهير البهاوي‎); (Tetuán, 22 de noviembre de 1995), es un cantante, compositor y productor marroquí de pop. Comenzó su fama tras sacar su canción «Hasta luego» en 2017, un gran éxito en Marruecos y países vecinos. Es destacable que muchos de los títulos de sus canciones están en español, incluyendo otras de sus canciones como «Muchas gracias» y «Din€ro», a pesar de que la mayoría de la letra está en árabe

## Carrera
Bahaoui empezó su carrera musical después de ganar una competición de talento marroquí en 2009 y recibió un premio por el lanzamiento de un sencillo debut titulado «Tsala Liya Solde» en 2016.
Su carrera explotó tras la salida de «Hasta luego», una colaboración con los artistas TiiwTiiw y CHK. El vídeo musical en YouTube ha recibido más de 650 millones de vistas.[cita requerida]
Fue nominado en la categoría «Pop» en los Premios de 2017 de Música de Marruecos.